# Serraca urticaria
Serraca urticaria là một loài bướm đêm trong họ Geometridae.